# Одноденник
Одноденник (Ephemerum) — рід мохів родини Ephemeraceae.
Рід зростає на всіх континентах крім Антарктиди.
Рід містить 29 видів.